# 浦上清宗
浦上 清宗(うらがみ きよむね)は、戦国時代の武将。

## 生涯
浦上政宗の次男として誕生。
永禄7年（1564年）1月11日、黒田職隆の娘を室に迎える婚礼当日、あるいは婚礼当日の夜に、置塩城主・赤松晴政（『備前軍記』による）の攻撃をうけ、室山城にて父・政宗と共に討死した。妻は城主を継いだ弟・誠宗に再嫁している。
ただし、没年を弘治2年（1556年）とする説もある。

## 関連作品
- 軍師官兵衛（2014年、演：達淳一）